# 卡洛斯·巴特雷斯
卡洛斯·巴特雷斯（Carlos Alberto Batres González，1968年4月2日—），中美洲國家危地馬拉的足球裁判，也是2010年世界盃足球賽的主球證之一。

## 生涯
卡洛斯·巴特雷斯於1996年1月1日取得為國際賽事執法的資格。同年10月27日，他為巴拿馬對加拿大的1998年世界盃外圍賽執法，這是他執法的首場國際性賽事。2002年，他首次成為世界盃的主球證。在2002年世界盃中，他先後為丹麥對塞內加爾的分組賽以及德國對巴拉圭的十六強賽執法。
2010年，卡洛斯·巴特雷斯再次成為2010年世界盃的主球證，執法意大利對新西蘭的分組賽賽事。